# Martin Plaickner
Martin Plaickner, auch Plaickhner, Pleickner u. a., (* um 1500; † 1563 in Vils/Tirol) war Mitbegründer der Täufergemeinde in Chur und später Waldschreiber der Stadt Augsburg mit Wohn- und Arbeitssitz in Vils/Tirol.

## Leben
Der Geburtsort von Martin Plaickner ist unbekannt, doch gilt seine Herkunft aus dem Österreichischen als sehr wahrscheinlich. Der Familienname Plaickner war im frühen 16. Jahrhundert insbesondere in Tirol verbreitet, das sich eben zu dieser Zeit zu einer Hochburg des Täufertums entwickelte und aus dem auch sein Freund und Glaubensgenosse Pilgram Marbeck stammte. Alternativ könnte er identisch sein mit "Martinus Plaichner ex Newkirchn" (Neunkirchen (Niederösterreich)), der sich 1510 an der Universität Wien immatrikulierte.
Plaickner war Anhänger der Täuferbewegung. Als Folge der Verfolgung dieser Glaubensgemeinschaft in Österreich und anderswo flüchtete er um das Jahr 1530 in die Schweizer Stadt Chur, die den Täufern gegenüber liberaler eingestellt war als manch andere Städte. In Chur konnte er zunächst unbehelligt nach seinem Glauben leben und eine örtliche Gemeinschaft der Schweizer Brüder aufzubauen. Doch auch in Chur wuchs mit den Jahren die Abneigung gegen die Täufer, die schließlich auf Drängen von Johannes Comander im Jahr 1544 in der Ausweisung der täuferischen Bruderschaft, als deren Ältester Martin Plaickner genannt wurde, durch die Obrigkeit von Chur gipfelte. In einem Schreiben von Leopold Scharnschlager an Martin Plaickner in Chur, einer „Trostepistel der liebe Gottes“, vom 14. Mai 1544 spricht Scharnschlager Plaickner Mut für seine unmittelbare bevorstehende Vertreibung aus Chur zu.
Plaickner entschied sich für Augsburg als Zufluchtsort, wo bereits seine beiden Freunde und Glaubensbrüder Scharnschlager und Marbeck lebten. Marbeck war vom Rat der Stadt Augsburg mit der Stelle des Wassermeisters betraut worden und hatte ein verbessertes System der Holzflößerei entwickelt, mit dem Bau- und Brennholz von den waldreichen Gebieten der Voralpen über den Lech in die aufstrebende "holzhungrige" Handelsstadt Augsburg geschafft werden konnte. Es bedurfte nun eines städtischen Beamten vor Ort, der den Holzeinschlag am oberen Lech koordinierte, den sogenannten Waldschreiber. Dieses Amt bekleidete Martin Plaickner etwa seit dem Jahr 1545 bis zu seinem Tod im Mai 1563. Der Waldschreiber Plaickner hatte seinen Dienstsitz in Vils/Tirol. Auf Martin Plaickner folgte sein Sohn Salomon Plaickner im Amt.

## Familie
Martin Plaickner hatte zwei Söhne:
- Daniel Plaickner (* Chur, † nach 1594) war badischer Bergvogt und Amtmann der Grafschaft Sponheim zu Herrstein, 1585 Münzbeauftragter in Baden-Baden, 1594 Münzmeister zu Gehweiler
- Salomon Plaickner (* Chur, † ca. 1598 Vils/Tirol) war nach dem Tod seines Vaters augsburgischer Waldschreiber von 1563 bis ca. 1598